# VBScript
VBScript (Visual Basic Scripting Edition) un limbaj de scriptare dezvoltat de Microsoft și acceptat de Web browser-ul Internet Explorer de la Microsoft. VBScript se bazează pe limbajul de programare Visual Basic, dar este mult mai simplu. În multe privințe este similar cu JavaScript. Permite autorilor de pagini Web să includă controale interactive, cum ar fi butoane și bare de scroll, în paginile lor Web.
VBScript a fost instalat implicit în fiecare release Microsoft Windows pentru desktop, începând cu Windows 98; în Windows Server începând cu Windows NT 4.0 Option Pack; și opțional cu Windows CE.

## Câteva exemple
Salvează textul care urmează într-un fișier cu extensia .vbs și apoi rulează-l apăsând dublu-clic pe fișierul astfel creat. Va fi asișată o casetă de text cu mesajul "acesta este un mesaj".
```
option
 
explicit

' acesta este un comentariu

msgbox
 
"acesta este un mesaj"

```

Aceeași casetă în diverse ipostaze de afișare, urmărește în cod vbInformation, vbQuestion, vbYesNo...
```
option
 
explicit

MsgBox
 
"Text afișat într-o casetă de mesaje!"
,
 
vbInformation
,
 
"Titlu opțional pentru caseta de mesaje"

if
 
MsgBox
(
"Alege"
,
 
vbQuestion
 
+
 
vbYesNo
,
 
"Titlu"
)
 
=
 
vbYes
 
then
 
_

        
MsgBox
 
"Ai ales YES!"
,
 
vbInformation
 
_

else
 
_

        
MsgBox
 
"Ai ales NO!"
,
 
vbInformation

```

Exemplul dat poate ilustra o operație de intrare-ieșire.
```
option
 
explicit

dim
 
var

var
 
=
 
InputBox
(
"Scrie ceva:"
,
 
"Titlu"
)

if
 
var
 
=
 
""
 
then

        
Msgbox
 
"Nu ai scris nimic sau ai apăsat CANCEL!"

else

        
MsgBox
 
"Ai scris "
 
&
 
var
 
&
 
"."
,
 
vbInformation

end
 
if

```